# Anna Sen
Anna Sergheevna Sen (în rusă Анна Сергеевна Сень; n. 3 decembrie 1990) este o handbalistă din Rusia care joacă pentru clubul Rostov-Don și echipa națională a Rusiei. Între 2014 și 2015, handbalista a evoluat la echipa maghiară Győri Audi ETO KC, deținătoarea Ligii Campionilor 2013-2014.

## Palmares
Club
- Campionatul Rusiei:
  -  Medalie de argint: 2012, 2013

Echipa națională
- Jocurile Olimpice:
  -  Medalie de aur: 2016

- Cupa Mondială GF:
  -  Câștigătoare: 2011